# アヤムゴレン
アヤムゴレン(Ayam goreng)は、インドネシア料理及びマレーシア料理において、ヤシ油で揚げた鶏肉を指す一般的な料理名である。インドネシア語及びマレー語で、文字通り「揚げた鶏肉」という意味である。アメリカ合衆国南部のフライドチキンと比べて、バターや小麦粉は用いず、スパイスはより多く用いる。

## マリネとスパイス

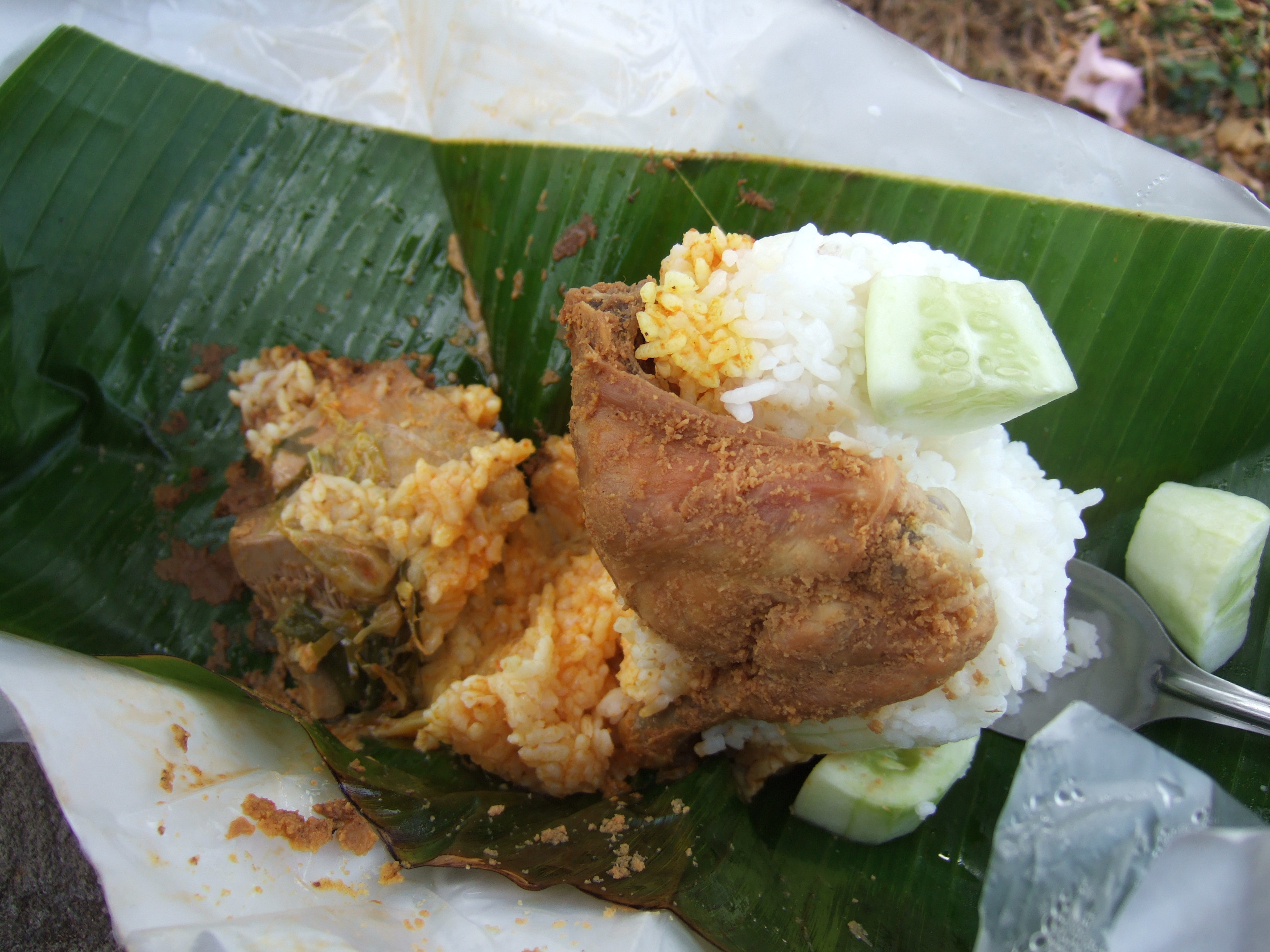
Nasi bungkus Padang

スパイスの配合は地域により変わるが、エシャロット、ニンニク、テージパッタ、ターメリック、レモングラス、タマリンド果汁、ククイ、ガランガル、食塩、コショウは常に加えられる。鶏肉は揚げる前にしばらくの間、スパイスに漬け込まれ、その後たっぷりの熱いヤシ油で揚げられる。飯やサンバルトラシ、キュウリやトマトの薄切りを添えて提供される。副菜として揚げたテンペや豆腐が添えられることもある。

## 変種
生地や小麦粉をつけるのではなく、さまざまなスパイスをたっぷり使って味付けするものもある。
Ayam goreng lengkuasはガランガルを使ったものである。スンダ風のHayam goreng Bandungとも呼ばれる。
パダン料理風のものとしては、サンバルを添えることも多いAyam popや、スパイシーなバラドを用いたAyam goreng baladoがある。
ジャワ島のものとしては、ジャカルタ風のAyam goreng Jakarta、ジョグジャカルタ風のAyam goreng kalasan、ジョグジャカルタ風でクリスピーな生地を使用し、辛いサンバルと混ぜるAyam geprek、ココナッツを使うAyam goreng serundeng、揚げた鶏肉を土器製の乳鉢に入れ、サンバルと混ぜ合わせたAyam goreng penyetなどがある。
インドネシアやマレーシアでは、外国のフライドチキンのこともしばしばayam gorengと呼ぶが、アメリカ合衆国南部のものはayam goreng tepungと呼ばれることもある。マクドナルドのフライドチキンはマレーシアではアヤムゴレンMcDとして売られている。